# Pilea sylvatica
Pilea sylvatica är en nässelväxtart som beskrevs av Adolph Daniel Edward Elmer. Pilea sylvatica ingår i släktet pileor, och familjen nässelväxter. Inga underarter finns listade i Catalogue of Life.